# Le Vésinet
Le Vésinet é uma comuna francesa na região administrativa da Ilha de França, no departamento de Yvelines. A comuna possui 15 929 habitantes segundo o censo de 2014.
Le Vésinet é uma comunidade residencial do oeste parisiense, organizada ao redor de parques, lagos e rios artificiais, servidos por artérias verdes com árvores mais que centenárias (4 flores e Grande Prêmio Nacional de Floração no concurso das cidades e aldeias floridas em 2013). Ela tem a particularidade de ter nascido de um dos primeiros loteamentos criados na região parisiense no século XIX. Sítio residencial classificado, Le Vésinet é protegida ao título dos sítios (lei de 1930) e dos monumentos históricos (lei de 1913).
Seus habitantes são chamados Vésigondins.

## Toponímia
A menção de Le Vésinet aparece pela primeira vez em uma carta de 704, do rei Quildeberto III sob o nome Visinolium, vesiniolum, visiniotum  , Visiniolo em 768 .
Segundo Dauzat, o nome "Vésinet" vem do latim vicinicum que significa "aldeia". Mas a origem é visiniolum "local vizinho". Esta segunda hipótese é mais convincente porque, no momento da redação dos documentos mais antigos, entre o século VIII eo século IX, quando aparecem as palavras visiniolum e visiniolo, não há ainda aldeia, mas apenas um terreno, um bosque que é cedido para Alpicum (Le Pecq) em sub-feudo. É uma reserva de bosque para o modesto priorado que se estabeleceu em Le Pecq e para as algumas dezenas de famílias que se juntaram ao redor do pequeno oratório de madeira de Saint-Wandrille, na margem esquerda do Sena.

## História

### As origens
Em uma carta de 704, o rei Quildeberto III concede a terra de Le Pecq e seu anexo Le Vésinet aos monges da Abadia de Fontenelle agora Saint-Wandrille no século Predefinição:S-.
O território atual de Le Vésinet é então coberto por uma floresta, parte da antiga Floresta de Yveline, adquirida pelo rei Francisco I no século XVI e por muito tempo permanecendo um terreno de caça da coroa.
Da Idade Média ao reinado de Luís XIV, a má reputação da floresta não impediu Luís XIV de caçar aí.
O Cardeal de Noailles mandou limpar e construir casas e uma capela para os cultivadores.
Durante a Revolução, este território foi compartilhado entre as novas comunas de Croissy, Chatou, Montesson e Le Pecq.

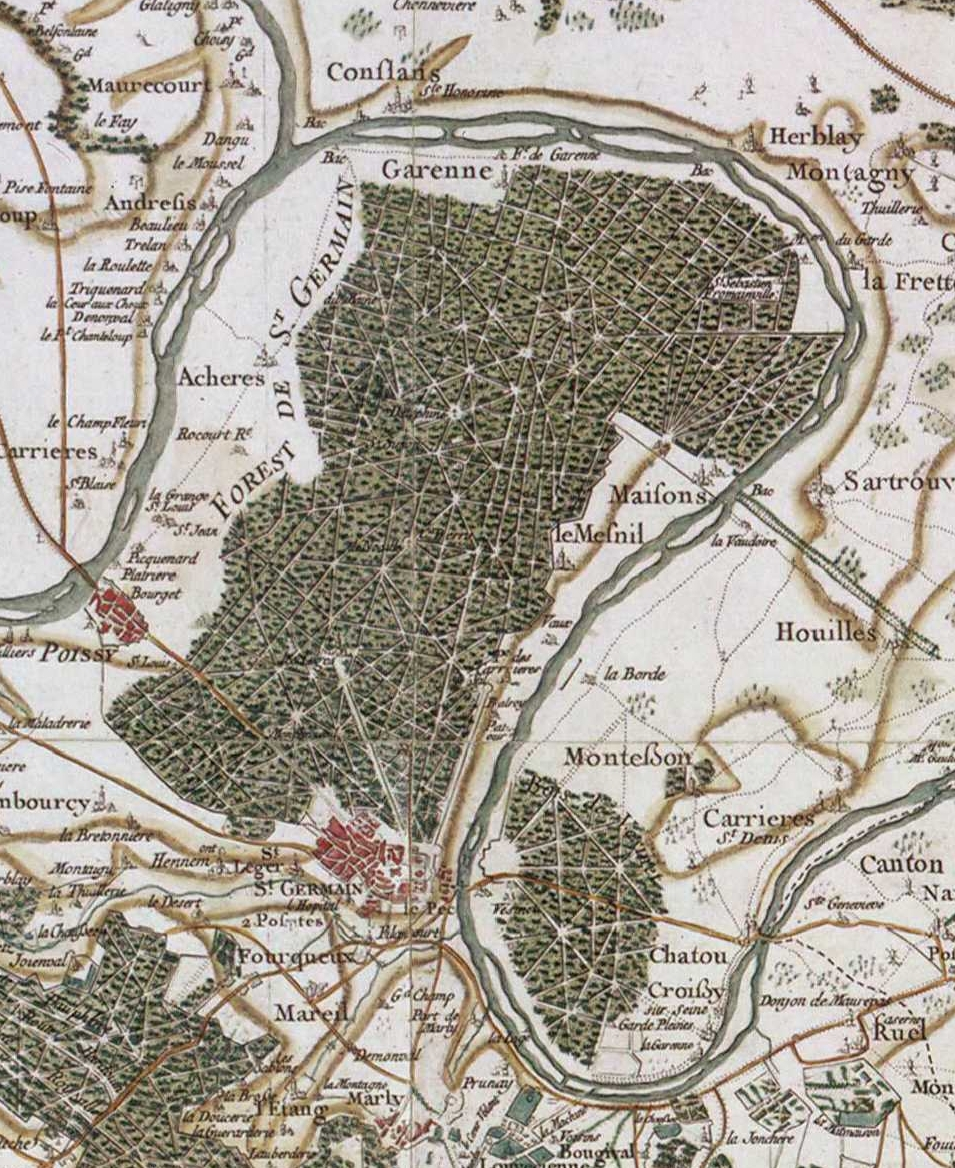
A Floresta de Le Vésinet em uma volta do Sena por volta de 1780 (Carta de Cassini).